# Arthur Lichte

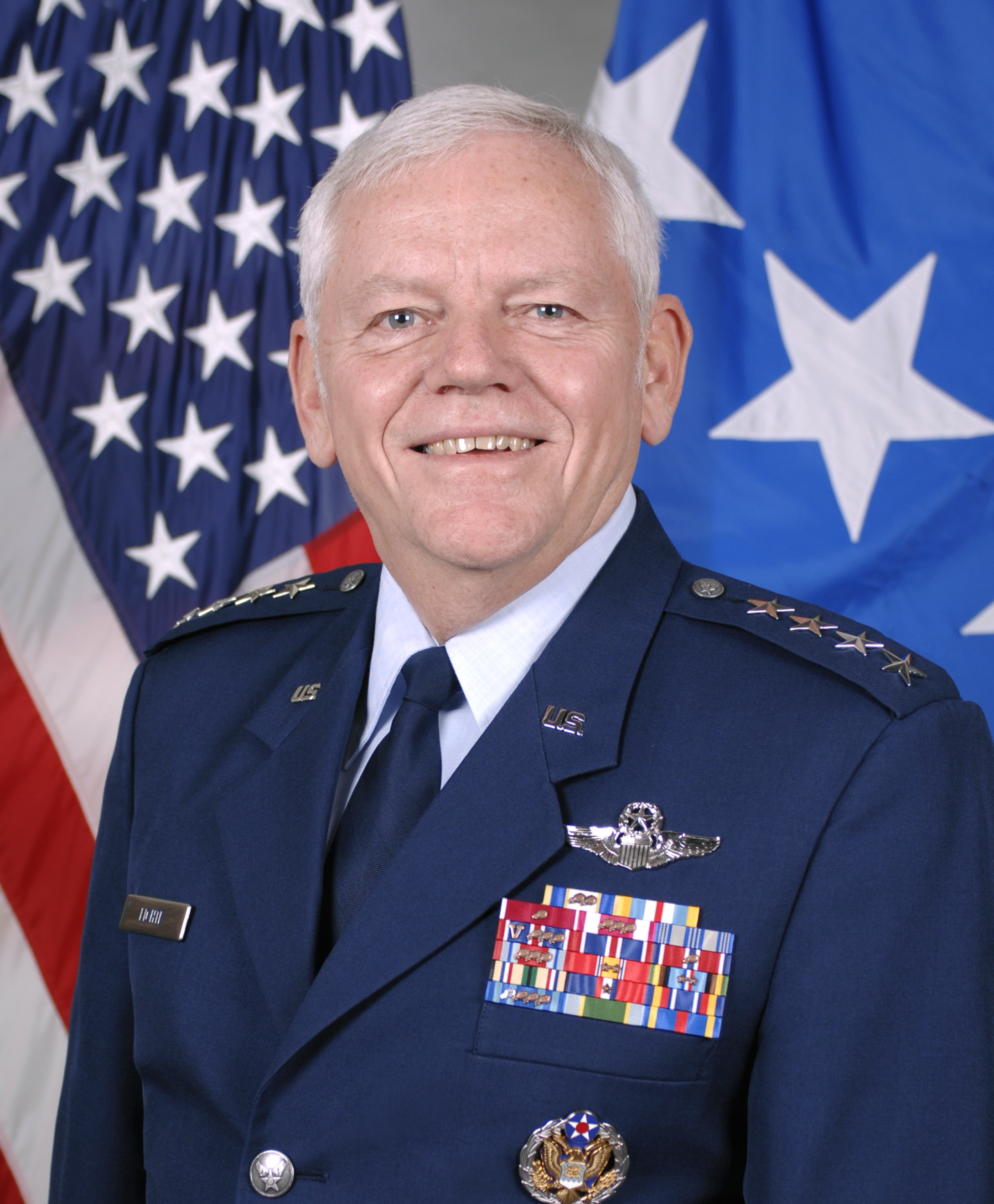
Arthur Lichte (2007)

Arthur James Lichte (* 20. April 1949 in der Bronx, New York City, New York) ist ein ehemaliger General der United States Air Force, der später wegen sexueller Übergriffe im Ruhestand zum Generalmajor degradiert wurde. Er war unter anderem Kommandeur des Air Mobility Command.

## Leben
Über das ROTC-Programm des Manhattan College gelangte Arthur Lichte im Jahr 1971 in das Offizierskorps der United States Air Force. Dort durchlief er anschließend alle Offiziersränge vom Leutnant bis zum Vier-Sterne-General.
Im Lauf seiner militärischen Karriere absolvierte er verschiedene Kurse und Schulungen. Dazu gehörten unter anderem eine Ausbildung zum Kampfpiloten und weitere Fortbildungskurse als Pilot neuer Flugzeugtypen; die Squadron Officer School auf der Maxwell Air Force Base in Alabama; das National War College in Fort Lesley J. McNair in Washington, D.C. und die Naval Postgraduate School in Monterey in Kalifornien. Außerdem erhielt er akademische Grade von der University of Southern California und der Harvard Kennedy School.
In seinen frühen Jahren als Offizier der Luftwaffe war er auf verschiedenen Stützpunkten in den Vereinigten Staaten stationiert. Dabei war er als Pilot, Flugausbilder oder Stabsoffizier bei unterschiedlichen Einheiten tätig. Dazwischen absolvierte er die erwähnten Schulungen. Als Stabsoffizier war er unter anderem im Hauptquartier der Air Force tätig.
Zwischen April 1992 und Juli 1993 kommandierte Arthur Lichte auf der Barksdale Air Force Base in Louisiana als Oberst die 458. Operationsgruppe (458th Operations Group). Danach war er bis Juli 1995 auf der Scott Air Force Base in Illinois Stabsoffizier beim United States Transportation Command. Daran schloss sich eine Versetzung zur Fairchild Air Force Base im Bundesstaat Washington an. Dort kommandierte er zwischen August 1995 und November 1996 das 92. Betankungsgeschwader (92nd Air Refueling Wing). Als Nächstes wurde er zur Andrews Air Force Base in Maryland versetzt, wo er bis zum Januar 1999 das 89. Transportgeschwader (89th Airlift Wing) kommandierte.
Danach war er bis zum April 2000 Stabsoffizier im Hauptquartier der Air Force. Es folgte eine Rückkehr zur Scott AFB in Illinois, wo er bis Dezember 2002 Leiter der Planungsabteilung beim Air Mobility Command (AMC) war. In der Folge wurde er zur Ramstein Air Base in Deutschland versetzt. Dort war Arthur Lichte zwischen Dezember 2002 und Juni 2005 stellvertretender Kommandeur der United States Air Forces in Europe.
Nach seiner Rückkehr in die Vereinigten Staaten wurde er zunächst bis zum August 2007 als hochrangiger Stabsoffizier (Assistant Vice Chief of Staff and Director, Air Force Staff) im Hauptquartier der Air Force tätig. Daran schloss sich eine erneute Rückkehr zur Scott AFB an, wo er am 7. September 2007 das Kommando über das Air Mobility Command übernahm. Diese Position bekleidete er bis zum 20. November 2009, als Raymond E. Johns Jr. seine Nachfolge antrat. Zum 1. Januar 2010 schied er aus dem aktiven Militärdienst aus.
Während seiner aktiven Zeit als Militärpilot absolvierte Arthur Lichte über 5000 Flugstunden auf verschiedenen Flugzeugtypen. Nach seiner Pensionierung wurde er Mitglied im Vorstand der nordamerikanischen Niederlassung der Firma Airbus.
Im Sommer 2016 geriet Arthur Lichte in den Fokus der Öffentlichkeit, als sexuelle Übergriffe seinerseits auf eine untergebene Offizierin während seiner Zeit als Kommandeur des AMC bekannt wurden. Diese hatte sich Anfang 2016 bei der Führung der Air Force über Lichte beschwert und ihm drei sexuelle Übergriffe zwischen 2007 und 2009 vorgeworfen. Es folgte eine Untersuchung des Falles durch die Air Force mit dem Ergebnis, dass dem General eine Abmahnung erteilt wurde. Gleichzeitig wurde festgestellt, dass der höchste Dienstgrad, den Lichte innehatte, bis zu dem ihm keine Vorwürfe gemacht wurden, der des Generalmajors war, sodass er nachträglich in diesen Rang degradiert wurde.

## Daten der Beförderungen
| Abzeichen | Rang               | Jahr              |
| --------- | ------------------ | ----------------- |
|           | Second Lieutenant  | 23. Mai 1971      |
|           | First Lieutenant   | 3. April 1973     |
|           | Captain            | 3. Oktober 1975   |
|           | Major              | 1. August 1983    |
|           | Lieutenant Colonel | 1. März 1986      |
|           | Colonel            | 1. Dezember 1991  |
|           | Brigadier General  | 1. April 1996     |
|           | Major General      | 1. Juli 1999      |
|           | Lieutenant General | 1. Januar 2003    |
|           | General            | 7. September 2007 |

Am 1. Februar 2017 wurde er rückwirkend auf den Rang eines Generalmajors zurückversetzt.

## Orden und Auszeichnungen
Arthur Lichte erhielt im Lauf seiner militärischen Laufbahn unter anderem folgende Auszeichnungen:
- Air Force Distinguished Service Medal
- Defense Superior Service Medal
- Legion of Merit
- Meritorious Service Medal
- Air Force Achievement Medal
- Air Force Outstanding Unit Award
- Air Force Outstanding Unit Award
- Air Force Organizational Excellence Award
- Combat Readiness Medal
- National Defense Service Medal
- Armed Forces Expeditionary Medal
- Southwest Asia Service Medal
- Kosovo Campaign Medal
- Global War on Terrorism Service Medal
- Air Force Longevity Service Award
- Ordre national du Mérite (Frankreich)